# Lucinda Creighton
 (novembre 2018).
Si vous disposez d'ouvrages ou d'articles de référence ou si vous connaissez des sites web de qualité traitant du thème abordé ici, merci de compléter l'article en donnant les références utiles à sa vérifiabilité et en les liant à la section « Notes et références ».
Lucinda Creighton, née le 20 janvier 1980, est une femme politique irlandaise. Membre du Fine Gael, elle est ministre d'État pour les Affaires européennes depuis mars 2011 et vice-présidente du Parti populaire européen depuis octobre 2012. Le 13 mars 2015, elle fonde le parti Renua Ireland.